# Bruno Aragão
Bruno Armando Aragão Henriques (18 de março de 1984) é um deputado e político português. Ele é deputado à Assembleia da República na XIV legislatura pelo Partido Socialista. Ele é gestor de ciência.